# Solva (forte romano)
Solva (o Solua) era un forte romano che faceva parte della catena di postazioni militari presenti lungo il limes danubiano nel settore pannonico. Per lunghi tratti, il fiume coincideva con la linea di frontiera romana.
I resti del forte furono scoperti su uno sperone dei monti Pilis sovrastante il Danubio nella zona della città nordungherese di Esztergom.

## Posizione

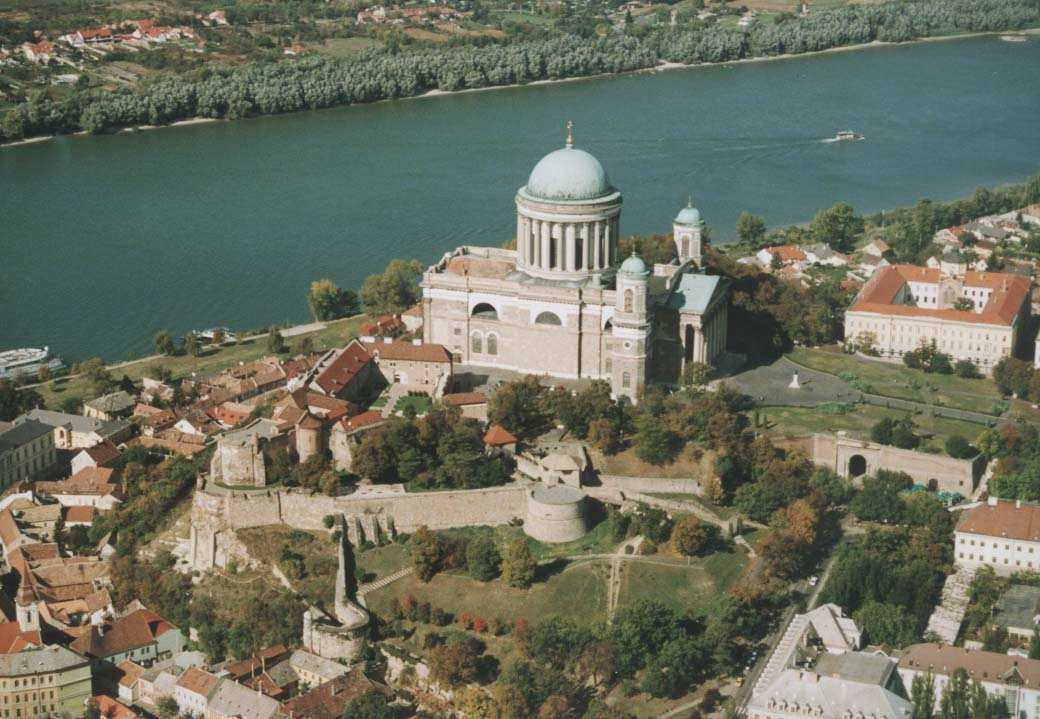
Immagine aerea del colle fortificato, sul quale in epoca romana sorgeva il castello

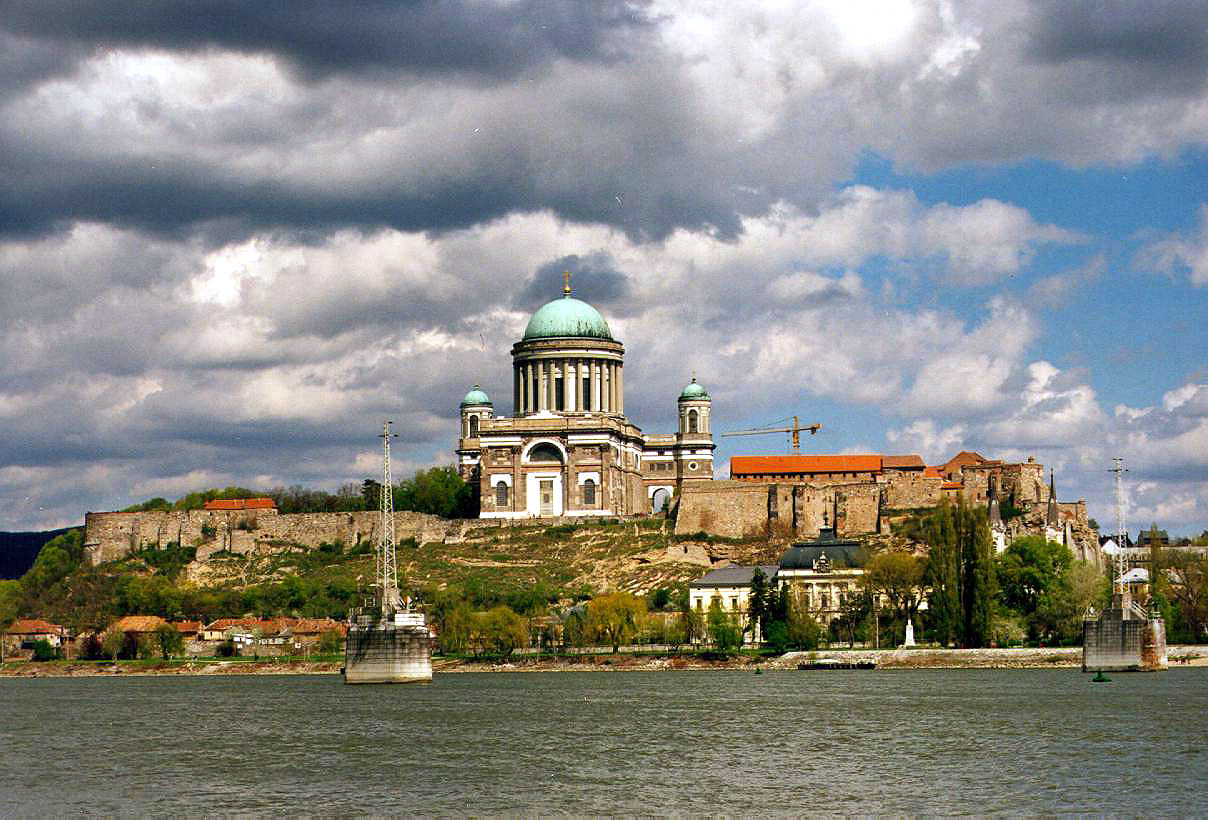
Veduta del colle fortificato dalla sponda opposta del Danubio

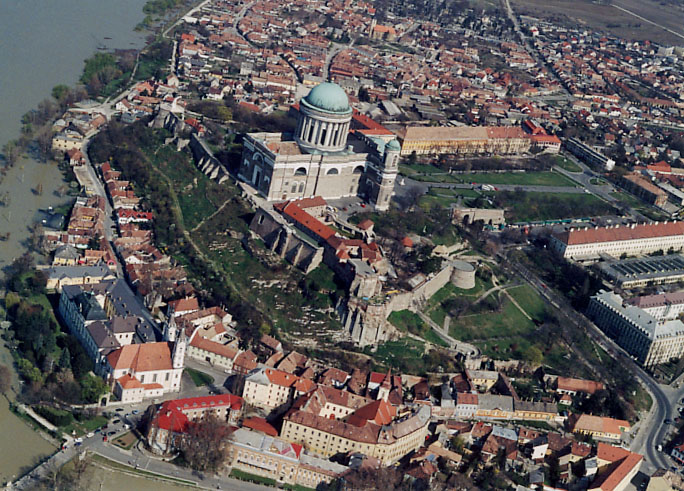
Veduta della Wasserstadt (città d'acqua) tra il colle fortificato e il Danubio

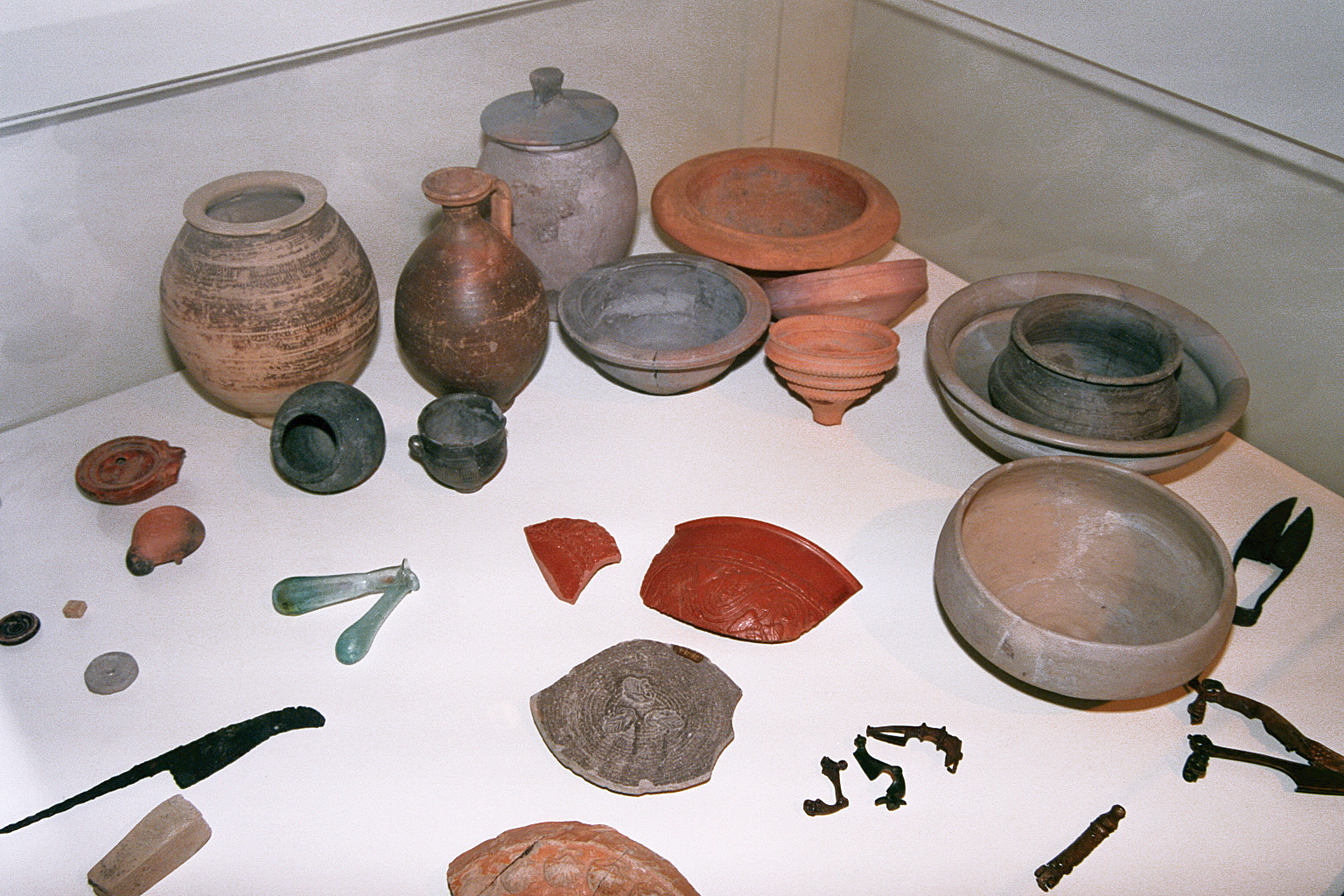
Reperti di età romana provenienti dall'antica Solva e dai suoi dintorni

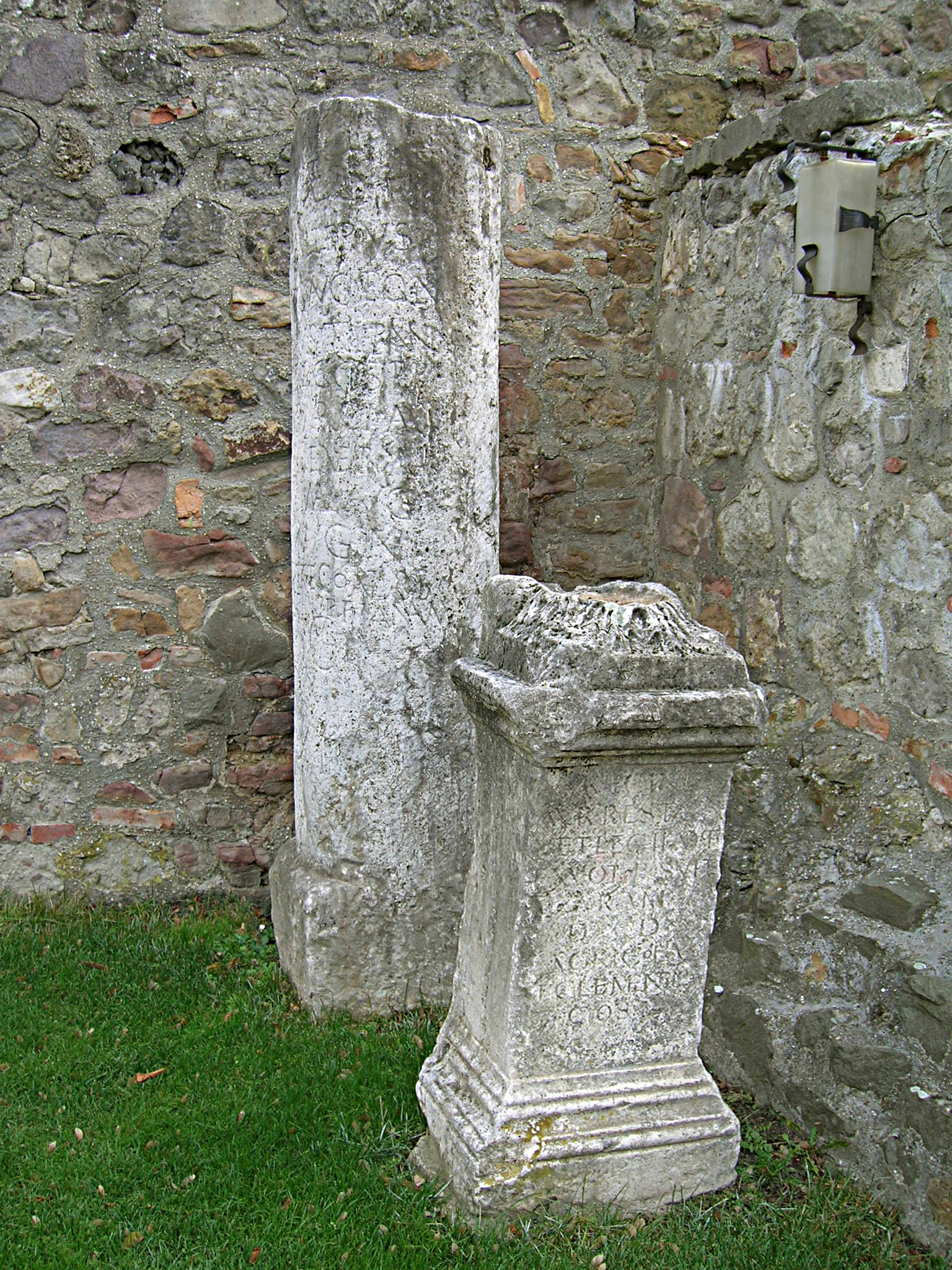
Pietra miliare e cippo iscritto conservati presso il museo Balassa-Bálint. Il cippo, datato sulla base dell'anno consolare al 230 d.C., appartiene al veterano Aurelio Respecto e probabilmente proviene da Aquincum o da Pilisvörösvár

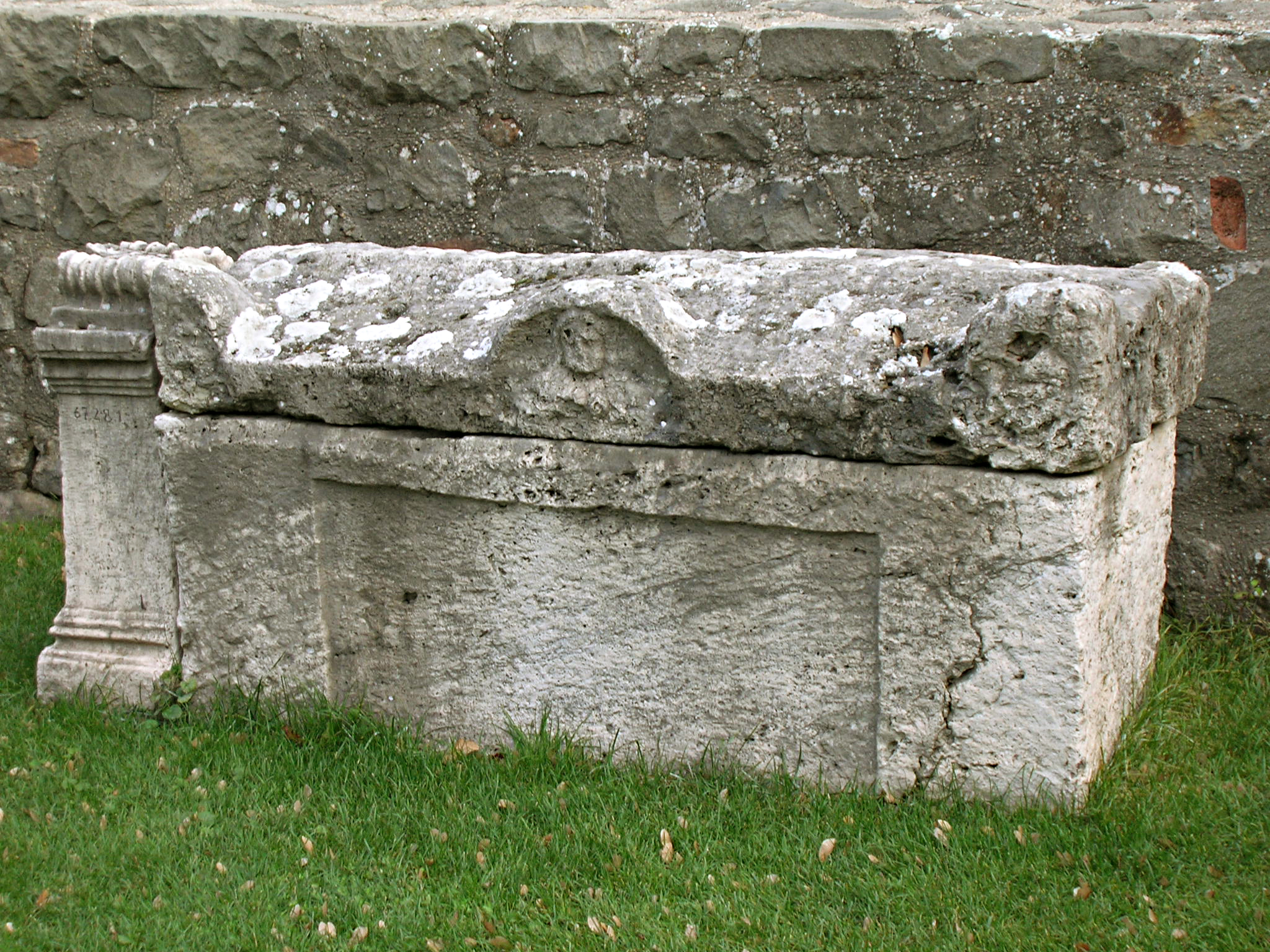
Altare e sarcofago romani conservati nel museo Balassa-Bálint

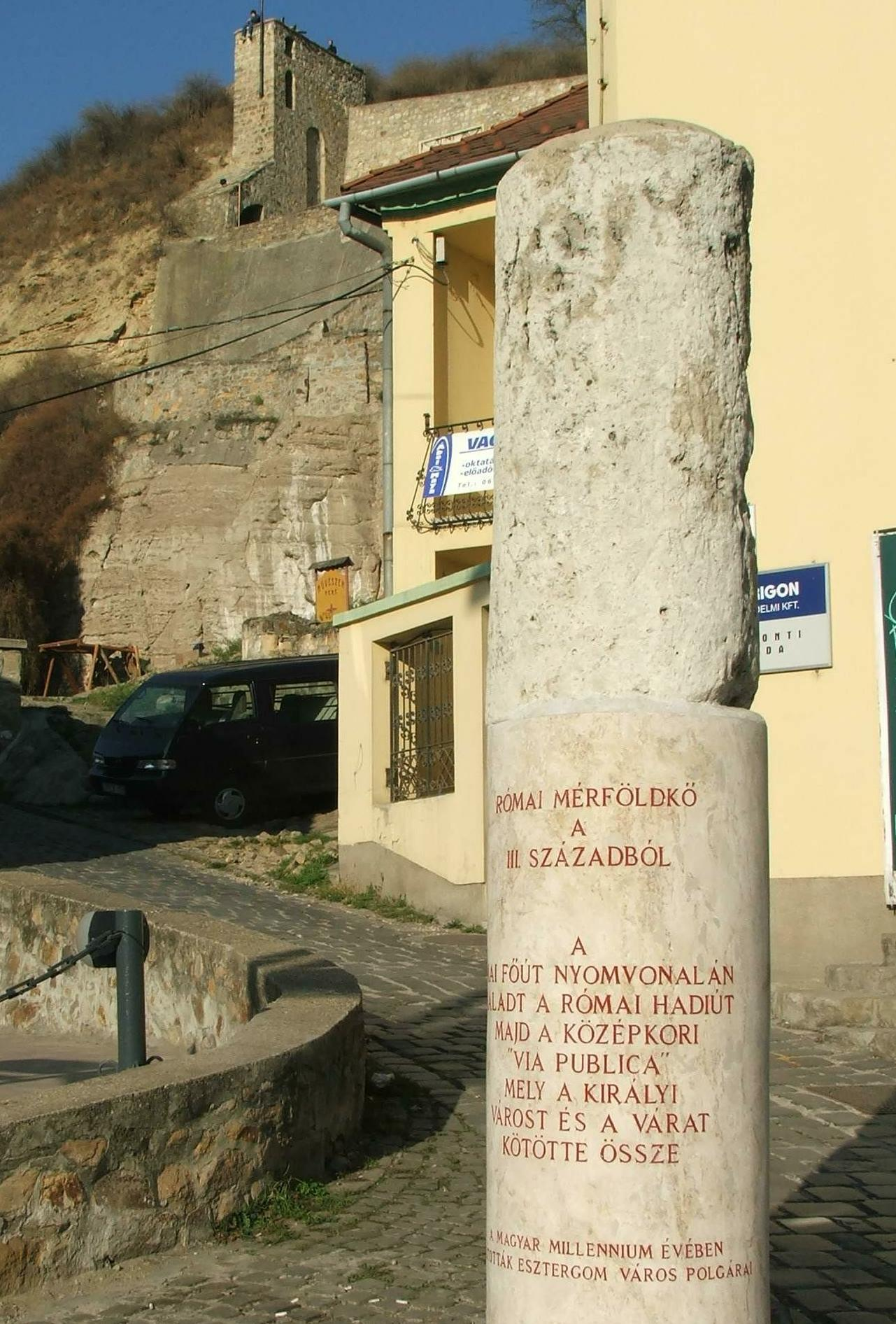
Completamento moderno di un frammento di pietra miliare collocato a sudest del colle fortificato, lungo la Bajcsy-Zsilinszky út

La fortificazione fu costruita direttamente lungo la sponda del Danubio, su un altopiano isolato di forma ovale.
Dal punto di vista geologico, l'altopiano che si trova ad un'altezza di circa 150 m.s.l.m., costituisce uno sperone nordoccidentale dei monti Pilis.
La posizione esposta permetteva alla guarnigione una vista panoramica in ogni direzione.
Da qui, verso oriente, era possibile osservare già a grande distanza la strada militare e commerciale, che passava in una valle posta tra il monte del castello e le montagne circostanti.
Da questo punto si poteva ben controllare anche il Danubio, proveniente da sud-ovest, che qui scorre attorno al sito del castello descrivendo un ampio arco verso nord-ovest, così come l'argine opposto, che si trova nel Barbaricum, del fiume che scorre molto piatto a ovest.
In particolare, dovevano essere tenuti sotto osservazione come potenziali avversari i germanici Quadi, che popolavano questo settore confinante con l'Impero romano.
Grazie al sistema di torri di guardia disposte lungo il Danubio, era possibile assicurare una rapida comunicazione con le altre fortificazioni lungo tutta la frontiera.

## Storia delle ricerche
A causa delle buone possibilità di difesa, la collina del successivo forte era già stata popolata da uomini fin dai primi tempi.
Durante la costruzione della Basilica Arcivescovile oggi dominante il pianoro - 1820 - sono purtroppo stati dimenticati gli scavi precedenti.
Le ricerche del XX secolo, che iniziarono negli anni trenta, dovettero però limitarsi a piccoli scavi di saggio a causa dell'edificazione su larga scala del periodo post romano.
In particolare, le ricerche dell'archeologo Sándor Soproni (1926-1995) ha fornito preziose informazioni sulla storia architettonica di questo forte.
Gli scavi archeologici hanno avuto luogo dal 1934 al 1938, dal 1961 al 1962 e dal 1981 al 1999.
Uno dei capitoli più controversi delle ricerche sul Limes pannonico riguarda proprio l'identificazione del sito della Solva mansio, che era citata in tre fonti antiche: nell'Itinerarium Antonini, da Claudio Tolomeo e nella Notitia Dignitatum.
Sulla base dell'analisi di queste fonti, il sito di Esztergom è stato identificato con ragionvole certezza con la romana Solva.

## Storia
In questo sito manca qualunque prova archeologica di una prima struttura fortificata in legno e terra, cosa ipotizzabile per questo luogo, soprattutto sulla base del rinvenimento di terra sigillata del nord Italia e della Gallia meridionale, di anfore istriane e iscrizioni tutte databili al regno dell'imperatore Claudio (41-54).
Secondo Soproni, l'attività di costruzione romana si sovrappone immediatamente al di sopra dello strato di un precedente insediamento della fase La Tène tardo (La Tène D; 150 - 30 a.C.) ed è da assegnare al II secolo d.C..
Tra questo insediamento tardoceltico e gli strati altomedievali si potrebbero riconoscere attività edificatorie romane di diverse epoche su una lunghezza di 150 metri.
Sotto l'ex piazza d'armi e un orizzonte del periodo arpade furono portate alla luce grandi parti di un Horreum (granaio).
Dopo la rimozione del tetto di mattoni crollato, si poté rinvenire uno strato di grano bruciato, all'interno del quale si recuperò una moneta ben conservata dell'imperatore Claudio il Gotico (268-270).
Le fondamenta del granaio poggiavano da un lato sulle mura del primo periodo edificatorio del castello, probabilmente molto breve, ma poi furono disturbate più volte da strutture edilizie del secondo periodo.
Soproni ipotizzò che l'Horreum conobbe un'azione di ristrutturazione sotto i Severi (193-235) e fu danneggiato pesantemente in occasione della distruzione di massa avvenuta lungo il Limes durante le Guerre marcomanniche (166-180).
L'incendio nel granaio è stato datato sulla base dei reperti all'anno 270, in conseguenza di un attacco quado-vandalico-sarmatico o vandalico-svevo-sarmatico che devastò il Limes della Pannonia.
In seguito, l'Horreum fu riparato solo provvisoriamente e fu dotato di un nuovo tetto.
I ricercatori non evidenziarono ulteriori interventi sull'edificio.
L'edificio rimase fino all'epoca costantiniana in questa forma.
Dagli strati successivi, tra 40 e 45 centimetri sopra il piano di calpestio del granaio, potrebbe essere rilevato uno strato di distruzione tardoromano, che è databile sulla base di una moneta del regno dell'imperatore Costantino (306-337), del frammento di una scatola di montaggio e di un sigillo su mattone, con la scritta VINCENTIA.
Altri sigilli recano le scritte CORTA VICEN(tia), Quadriburgium, Terentius dux e Frigeridus dux.
Gli ultimi due nomi rappresentano due comandanti superiori della tardoromana Provincia pannonica Valeria sotto l'imperatore Valentiniano I (364-375).
A quel tempo, intervennero nel corso della stabilizzazione del Limes con opere edili compiute sul Reno e sul Danubio.

### Periodo post-romano
Con la conquista ungherese, i materiali dei resti romani posti sulla collina fortificata furono riutilizzati per l'edificazione di edifici successivi, di cui le fondazioni che si conservavano sono quasi interamente scomparse a causa delle più recenti attività costruttive.
Nell'alto Medioevo, gli Slavi si stabilirono nel luogo delle antiche rovine e fondarono un insediamento fortificato chiamato Strigonium.
oggi sono principalmente gli scavi al più tardi costruito qui prima Ungherese Palazzo Reale, che comprendeva una basilica cristiana, [1] è di particolare importanza per la storia dell'Ungheria.
Di particolare importanza per la storia degli Ungari oggi vi sono soprattutto le sepolture del sito dove più tardi fu eretto il primo palazzo reale ungherese, al quale apparteneva una basilica cristiana.

## Vicuse necropoli
Nella zona dell'odierna città di Esztergom già in passato furono rinvenuti reperti romani in gran numero, che indicavano la presenza anche di un più grande insediamento civile.
In scavi di emergenza effettuati nella zona dell'odierna Wasserstadt, ai piedi del colle fortificato, sono state osservate molteplici tracce del villaggio associato al castello (Vicus).
L'utilizzo della necropoli tardoromana situata a sudest del colle fortificato, sotto la casa capitolare barocca, è stato datato sulla base dei ritrovamenti al IV e V secolo.
Un'altra necropoli fu rinvenuta presso la vicina chiesa di Sankt-Georgsberg.
Un reperto particolare venne alla luce nel 1890 nella zona della necropoli di Bánom presso Esztergom. Vi si rinvenne un'iscrizione su un pannello rettangolare proveniente da una tomba relativa a una sepoltura ebraica; essa fu realizzata in pietra per un Iudatus e una Kassia nel III secolo d.C. e riportava una semplice incisione del candelabro a sette bracci (menorah) e sopra la seguente iscrizione latino-greca: 
Μεμορια Iudati patiri
et μεμορια Κασσιε
εὐλ(ογία)

## Truppe
Di seguito si riportano in ordine cronologico le unità di stanza nel forte di Solva:
| Periodo          | Nome delle truppe                                              | Note |
| fino all'89 d.C. | Cohors I Augusta Ituraeorum sagittariorum                      | Nel suo elenco, redatto nel 2001, delle truppe della Pannonia all'epoca del Principato, l'epigrafista Barnabás Lőrincz (1951-2012) assegnò poi di stanza nel forte Ad Statuas (Várdomb) la Cohors I Augusta Ituraeorum sagittariorum (I coorte augusta degli arcieri iturei). Nel corso della seconda guerra dacica di Traiano, l'unità fu ritirata dalla Pannonia e annessa all'esercito dacico. |
| dal 118/119 d.C. | Cohors I Ulpia Pannoniorum milliaria equitata civium Romanorum | La Cohors I Ulpia Pannoniorum milliaria equitata civium Romanorum (I coorte ulpia dei Pannoni miliaria equitata dei cittadini romani), un'unità composta da circa 1 000 uomini, prese parte alla guerra dacica dell'imperatore Traiano. Al termine questa unità fu trasferita dapprima a Carnunto e in seguito a Esztergom. Un diploma militare del 9 ottobre 148 rinvenuto ad Ászár apparteneva a un soldato, congedato con onore dal servizio militare, che era di stanza a Azali, nei dintorni di Solva. Probabilmente queste truppe costruirono anche il primo castello in pietra. A supporto della possibile presenza di questa coorte vi è anche un suo sigillo su un mattone qui rinvenuto. |
| IV secolo        | Equites Mauri, Cuneus equitum Scutariorum                      | Nella tarda antichità, costituivano la guarnigione di Solua dapprima una truppa di cavalieri mauri proveniente dall'Africa settentrionale e successivamente una unità a cavallo di scutarii (portatori di scutum). |

## Reperti
La maggior parte dei reperti provenienti dal castello sono conservati presso il Burgmuseum, una sede secondaria del Museo nazionale ungherese, e nel Museo Balassa-Bálint posto ai piedi del luogo fortificato a Esztergom.

## Conservazione
I monumenti di Ungheria sono tutelati mediante inserimento nel registro dei monumenti in conformità con la legge n. LXIV del 2001. Il sito archeologico di Esztergom, così come tutte le altre strutture del Limes, sono classificati, in accordo con il comma § 3.1, come beni culturali di interesse nazionale. Secondo il comma § 2.1, tutti i rinvenimenti sono di proprietà dello Stato, indipendentemente da dove si trovi il luogo di rinvenimento. La violazione del divieto di esportazione di reperti archeologici costituisce reato ed è punibile con la reclusione fino a tre anni.

### Generale
- Albin Balogh, Néhány adat Esztergom városának és vármegyének római korából, in: Esztergom Évlapjai, 1934, pp. 41–52.
- Sándor Soproni, Rettungsgrabungen am Donaulimes bei Esztergom (Solva), in: Die Ergebnisse der archäologischen Ausgrabungen beim Aufbau des Kraftwerkes Gabčíkovo–Nagymaros, Nové Vozokany, 6–7 ottobre 1988, Archäologischen Institut der Slowakischen Akademie der Wissenschaften, Nitra, 1990, pp. 43–48.
- Sándor Soproni, Neue Forschungen an der Limesstrecke zwischen Esztergom und Visegrád, in: Roman frontier studies 1979. 12th International Congress of Roman Frontier Studies, B.A.R., Oxford, 1980, ISBN 0860540804, pp. 671–679.
- Sándor Soproni, Der spätrömische Limes zwischen Esztergom und Szentendre. Das Verteidigungssystem der Provinz Valeria im 4. Jh., Akadémiai Kiadó, Budapest, 1978.
- Sándor Soproni, Solva (Esztergom), in: Jenö Fitz (a cura di), Der Römische Limes in Ungarn, Fejér Megyei Múzeumok, Igazgatósága, 1976.
- Zsolt Visy, The ripa Pannonica in Hungary, Akadémiai Kiadó, Budapest, 2003, ISBN 9630579804, pp. 46–48.
- Zsolt Visy, Der pannonische Limes in Ungarn, Theiss, Stuttgart, 1988, ISBN 3806204888, pp. 67–68.

### Specifica
- Márta H. Kelemen, Mónika Merczi, Az esztergomi Várhegy 1934–38. évi ásatásának késő kelta és római kori kerámiája. Spätkeltische und römerzeitliche Keramikfunde aus den Ausgrabungen des Esztergomer Burgberges in den Jahren 1934–38, in: Komárom-Esztergom Megyei Múzeumok Közleményei, 9, 2002, pp. 25–72.
- Márta H. Kelemen, Solva. Esztergom későrómai temetői. Die spätrömischen Gräberfelder von Esztergom, Magyar Nemzeti Múzeum, Budapest, 2008, ISBN 978-963-7061-48-6.
- Péter Kovács, Barnabás Lőrincz, Altäre aus dem Auxiliarlager Solva. Neue römische Inschriften aus Komitat Komárom-Esztergom II, in: Zeitschrift für Papyrologie und Epigraphik, 179 (2011), pp. 247–270.